# Szabbazi
Szabbazi (hebr. שכונת שבזי) – osiedle mieszkaniowe w Tel Awiwie, znajdujące się na terenie Dzielnicy Piątej.

## Położenie
Osiedle leży na nadmorskiej równinie Szaron. Jest położone w zachodniej części aglomeracji miejskiej Tel Awiwu. Północną granicę osiedla wyznacza ulica Itzchaka Elhanan, za którą znajduje się osiedle Lew ha-Ir. Wschodnią i południowo-wschodnią granicę wyznacza ulica Szabbazi, za którą znajdują się osiedla Lew ha-Ir i Newe Cedek. Południową granicę wyznacza ulica Brant, za którą jest osiedle Menaszijja. Zachodnią granicę stanowi ulica HaMered, za którą jest osiedle Menaszijja.

## Historia

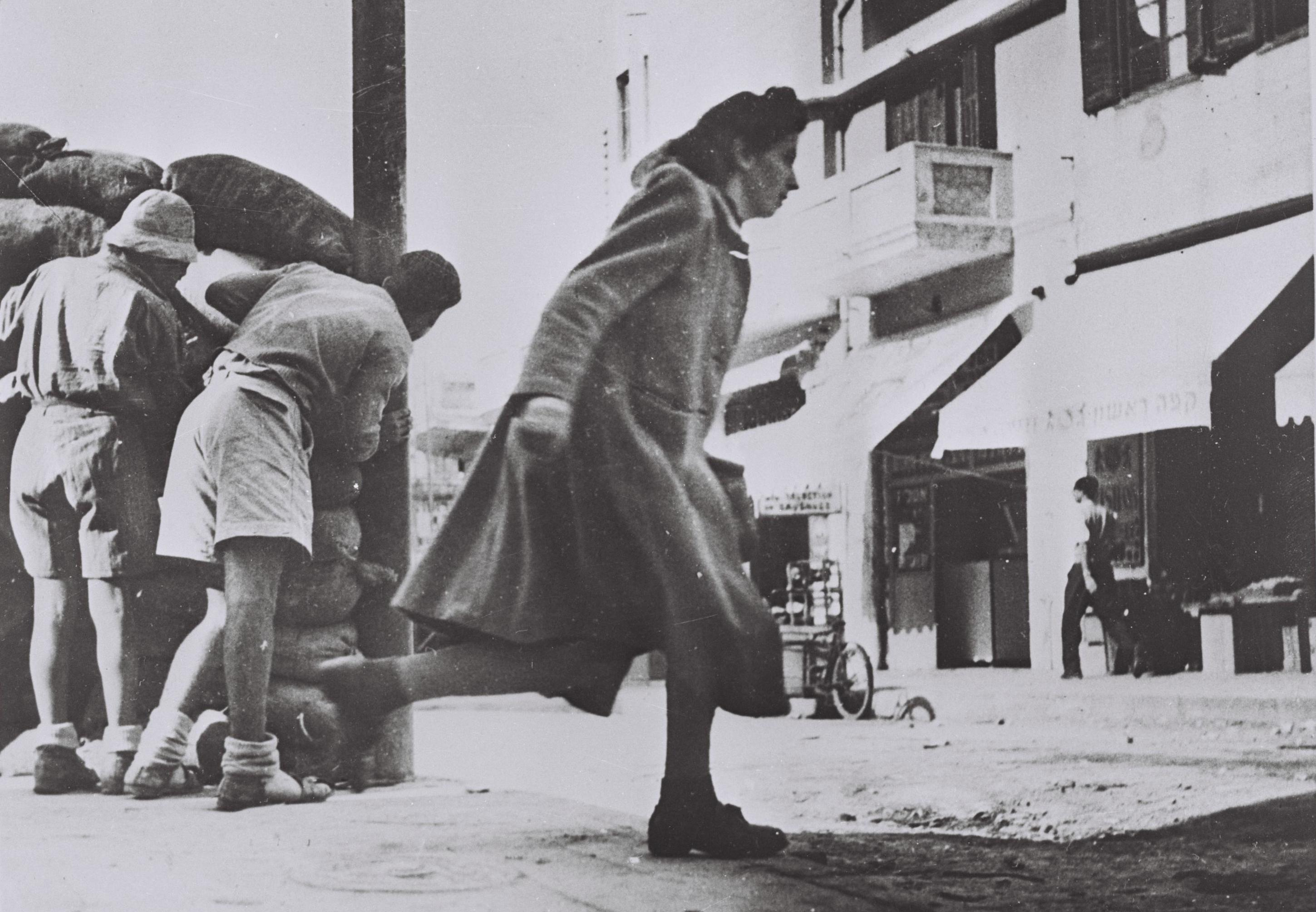
Mieszkańcy Tel Awiwu pod arabskim ostrzałem prowadzonym z Jafy

Początki osiedla są związane z założeniem w 1896 niewielkiego żydowskiego osiedla "Camp Jehuda" w sąsiedztwie osiedla Newe Cedek. Nowe osiedle zostało nazwane na cześć rabina Jehuda Morgaza (1783-1879). Osiedlali się tutaj żydowscy imigranci z Jemenu. Pierwsze domy wybudowano przy ulicy Elro'i. Były to bardzo proste domostwa, budowane najczęściej z desek i blachy. Cechą charakterystyczną było budowanie wewnętrznych dziedzińców domów. Dopiero w pierwszej połowie lat 20. XX wieku zaczęto stosować cegły wykonane z gliny. Około 1914 osiedle zajmowało obszar około 7 ha i z czasem weszło w skład osiedla Szabbazi.
W 1904 w sąsiedztwie "Camp Jehuda" powstało kolejne małe żydowskie osiedle nazwane "Camp Josef", nazwane na cześć Josefa Back Moyal. Osiedlali się tutaj żydowscy imigranci z Jemenu, Afryki Północnej i Europy Wschodniej (Druga alija). Pierwsze domy powstały przy dzisiejszych ulicach Pines i Deganya. Były to niewielkie domy budowane z desek i blachy. Z biegiem lat osiedle weszło w skład osiedla Szabbazi, które otrzymało swoją nazwę od głównej ulicy Szabbazi.
Podczas Wojny o Niepodległość w 1948 osiedle znajdowało się pod ostrzałem arabskich snajperów z Jafy.
Na przestrzeni lat wiele zabytkowych domów w osiedlu podupadło i zostało rozebranych, jednak trend ten został powstrzymany na początku lat 90. XX wieku. Rozpoczęto wówczas liczne prace renowacyjne i do 2000 wiele domów zostało przywróconych do dawnej świetności. Dzięki temu osiedle odżyło.

## Architektura

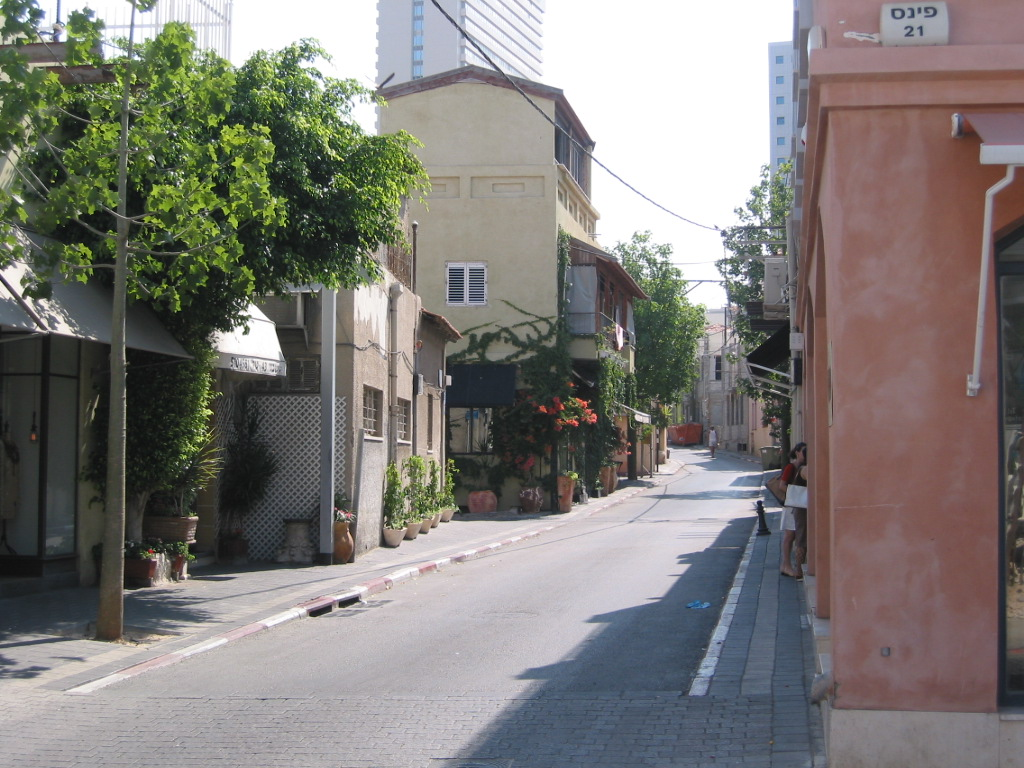
Typowe wąskie uliczki osiedla Szabbazi

Architektura osiedla została oparta na konstrukcji dawnego żydowskiego getta z Jemenu, do którego dołączono wpływy brytyjskiego kolonializmu wymieszane z architekturą Bliskiego Wschodu. Podkreślenie tej różnicy jest istotne, ponieważ cała pozostała reszta Tel Awiwu została wybudowana w stylu Bauhaus.

## Edukacja i nauka
W osiedlu znajdują się szkoły Tkuma i Beit Ya'akov.

## Religia
W osiedlu znajduje się jedna synagoga. Jest ona położona przy ulicy Kinneret.

## Gospodarka
Życie gospodarcze osiedla koncentruje się wokół obsługi ruchu turystycznego. Wśród zabytkowych domów znajdują się liczne restauracje i sklepy za pamiątkami. Jest to popularne miejsce spędzania czasu przez Izraelczyków.